# Eeltje Halbertsma

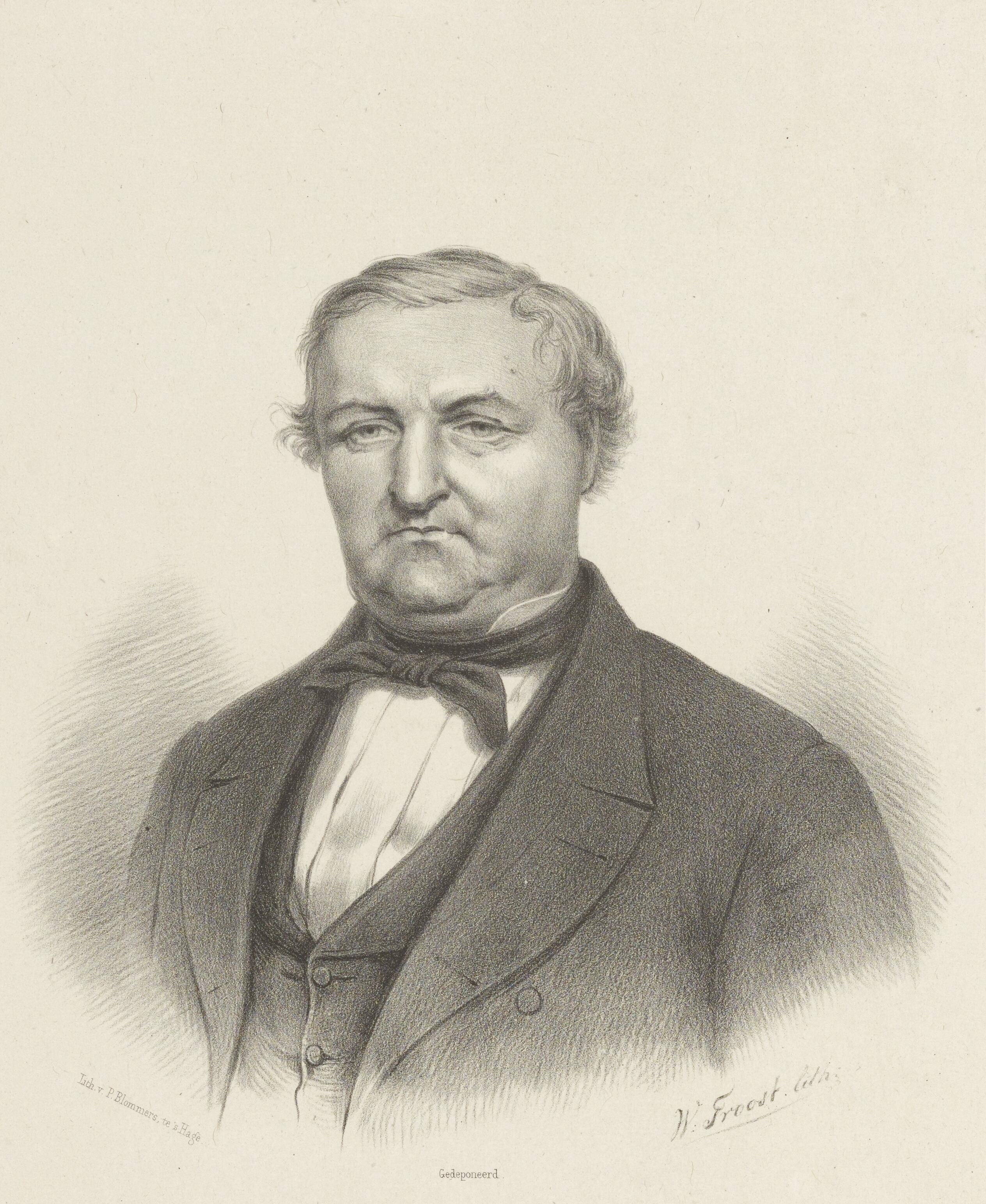
Eeltje Hiddes Halbertsma

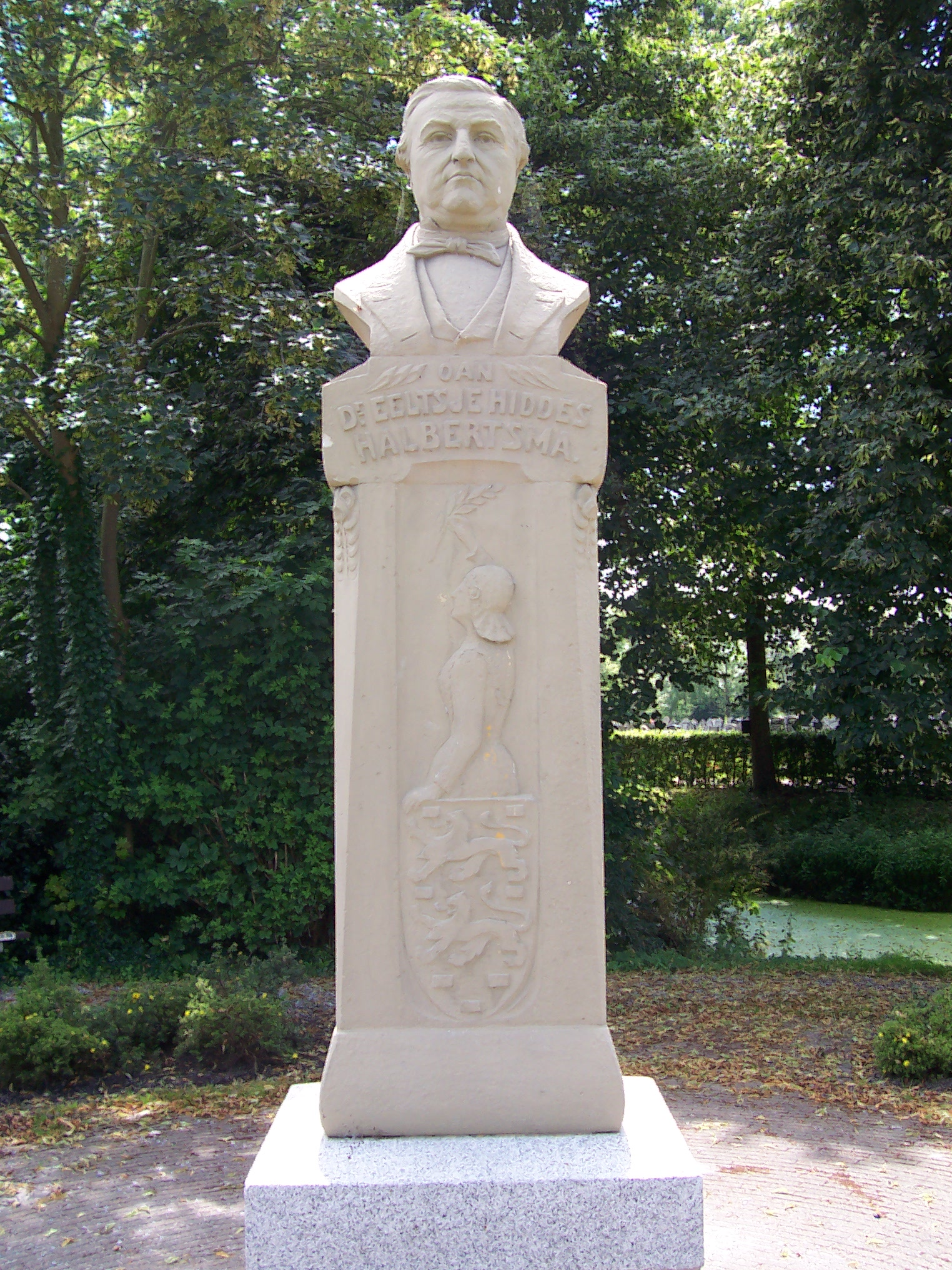
Standbeeld in Grouw, door Johan Schröder (1904)

Eeltje Hiddes Halbertsma (Grouw, 8 oktober 1797 – Grouw, 22 maart 1858) was een Nederlandse arts en schrijver.
Eeltje (ook: Eeltsje) Halbertsma werd geboren in Grouw als zoon van bakker Hidde Joostes en Ruurdtje Tjallings Binnerts. Hij studeerde medicijnen in Leiden en Heidelberg en werd in 1818 dokter in Purmerend. Twee jaar later verhuisde hij naar zijn geboorteplaats Grouw. Hij bleef daar aan als arts tot 1853.
Naast arts was Halbertsma actief als schrijver en letterkundige. Hij verzamelde verhalen uit de Friese mythologie, die door zijn broer Justus werden gepubliceerd. In 1822 publiceerden de broers Lapekoer van Gabe-Scroar (De lappenmand van Gabe Snijder), een verzameling van verhalen en liedjes, die door henzelf waren gedicht of bewerkt in het Fries. Halbertsma schreef onder andere De âlde Friezen, dat later werd bewerkt tot het Fries volkslied.
Halbertsma werd in 1827 lid van het Provinciaal Friesch Genootschap ter Beoefening van Friesche Geschied-, Oudheid- en Taalkunde, maar zegde in 1834 zijn lidmaatschap op. Hij schreef hierover aan zijn broer Joost: Es gibt Narren aller Art (je hebt allerlei soorten dwazen) en daar wilde hij niet bij horen. Later werd hij lid van het Selskip foar Fryske Taal en Skriftekennisse.
Het Selskip liet in 1875 door beeldhouwer Willem Molkenboer een gevelsteen met portret van Halbertsma maken (aan het Halbertsmaplein in Grouw), vier jaar later gevolgd door een van zijn broer Joost. In 1903 gaf het Selskip de opdracht voor een standbeeld ter nagedachtenis aan Halbertsma, dat werd geplaatst aan de Grouwster Parkstraat.